# Conspiração Monárquica de 1913
A Conspiração Monárquica de 1913, também conhecida por Primeira Outubrada, foi uma conspiração de inspiração monárquica que ocorreu em diversas cidades portuguesas a 21 de Outubro de 1913. O movimento foi dirigido em Lisboa por João de Azevedo Coutinho e no Porto por Jorge Camacho. Colabora o director de O Dia, Moreira de Almeida. O golpe de estado foi contido porque o governo tinha infiltrado Homero de Lencastre entre os conspiradores, que os denunciou, e porque Freitas Ribeiro impediu que os marinheiros de Alcântara alinhassem prendendo os seus cabecilhas.